# Toyota
Тојота моторна корпорација (јап. トヨタ自動車株式会社) јапански је произвођач аутомобила са седиштем у граду Тојоти. Производи возила под именима Тојота, Хино, Сајан и Лексус, и поседује већи део Дајхацуа. Компанијини Тојота аутомобили се поштују због своје издржљивости и поузданости. Јапанска компанија Тојота тренутно је један од највећих произвођача аутомобила.

## Настанак
Тојота компанија је основана 1933. године као одељење „Toyoda Automatic Loom Works“. Четири године касније, названа је „Toyota Motor Co.“, а први аутомобил произведен је 1935. године. Тојота је две године касније усвојила име које још увек знамо - „Toyota Motor Corporation“.
Компанију је водио Кичиро Тојода од самог почетка. Током Другог светског рата, компанија се посветила производњи војних камиона. После рата, компанија је наставила да производи аутомобиле, али је имала далеко већи успех у производњи камиона и аутобуса. "Тојота" није одустала од производње аутомобила, а 1947. наступила је са Модел СА познатим као "Тојопет". Модел СФ је имао мало више успеха на тржишту, који је имао своју верзију таксија, али и 27 коњских снага као и претходни модел. Много снажнији модел RХ са својих 48 коњских снага избачен је убрзо након тога. Компанија је забиљежила брзи раст производње, а до 1955. године имала је 8.400 произведених аутомобила годишње. Исте године, диверзификовала је своју производњу, додајући "Јееp" као Land Cruiser и луксузну лимузину попут "Crown-a".
Имајући неколико модела, компанија се такође бавила међународним тржиштем. Прва трговина изван Јапана била је на тржишту САД 1957. године, а прва инострана фабрика основана је у Бразилу 1959. године. Јединствена "Тојота" стратегија условила је да је сваки модел донекле јединствен за регију у којој се производи.
Велики помак компаније на америчком тржишту догодио се 1970-их, када су локални произвођачи преусмјерили високу цијену плина на производњу мањих аутомобила. "Тојота" је већ имала неколико паметних модела, који су такође били бољег квалитета него са америчким произвођачима. "Цоролла" је најбољи пример ове тврдње и убрзо је постала најпопуларнији амерички мали аутомобил.
Што се тиче тржишта луксузних аутомобила, "Тојота" је и даље имала проблема са "Crown-ом" и "Cressid-ом" пласманом. Крајем осамдесетих, читаво глобално тржиште аутомобила за луксузне аутомобиле је пало, други произвођачи су такође имали проблема да задрже продају, а онда је "Тојота" дошла до "Лекуса", потпуно нове компаније специјализоване за производњу луксузних аутомобила.
Након Другог светског рата, Тојота се истиче од других произвођача о коришћењу јако натоварених камиона како би правила за рециклирана возила. Иновативност и проналажење прилика где на први поглед не постоји други заштитни знак ове компаније до данас.

## Тржиште у Србији
Компанија Тојота Центар Београд је највећи продавац нових Тојота возила у Србији и једини малопродајни салон возила у Србији основан директно од стране Toyota Tsusho корпорације из Јапана. Тојота Центар Београд у потпуности послује у складу са највишим пословним стандардима Тојоте. Компанија почиње са радом 2004. године.
Продаја нових возила:
Данас Тојота Центар Београд продаје око 40% свих Тојота возила продатих у Србији.
Сервис:
Тојота Центар Београд пружа услуге сервисирања и одржавања као и лимарско-лакирерске услуге у складу са највишим сервисним стандардима Тојоте.
Мисија компаније:Обезбедити дугорочни раст компаније кроз апсолутно и безусловно задовољство купаца, као и подизање и одржавање њихове лојалности.
Визија компаније:Постати најцењенији бренд у ауто индустрији на тржишту Србије.

Принципи пословања
Тојота Центар Београд своје пословање и активности заснива на 5 кључних начела Тојоте, а у складу са јапанском корпоративном културом и вредностима:
1. Каizen: Константно унапређење пословних процеса, пошто ниједан процес никада не може бити савршен. Каизен приступ подстиче иновативно размишљање и промовише стално учење.
1. Genchi Gentbutsu: Користећи Genchi Gentbutsu принцип полазити од извора проблема како би донели исправне одлуке. Изградња консензуса у одлучивању и остварење циљева кроз најбржи и најбољи могући начин и тиме бити успешнији.
2. Тимски рад: Тојота стимулише и подржава лични и тимски развој запослених, пружа могућност усавршавања свакоме чиме подиже учинак тима.
3. Изазов: Формирање дугорочне визије идући у сусрет изазовима храбро и креативно с циљем остварења снова. Стварање вредности кроз израду и испоруку производа и услуга, с темељним доношењем одлука.

5. Поштовање: Улагање напора да се разумемо с другима уз дужно поштовање, дајући све од себе да изградимо међусобно поверење

## Модели Тојоте
У свом производном програму Тојота има путничке аутомобиле, једнопросторна возила, 4 к 4 моделе, еколошке моделе и комерцијална возила. На нашем тржишту је присутна са следећим моделима:Aygo, Aygo X,Avensis, Hilux, Hiace, Yaris,Yaris Cross, RAV4, Auris, Prius, Corrola, LC, Corrola Verso,Corolla Cross,Camry,C-HR,Highlander,Hilux,Supra,Proace, LC V8, Land Cruiser. Лого треба да укаже на то да је компанија свој рад започела производњом аутоматских разбоја за ткање.

## Производни и продајни подаци
| Календарска година | Укупно     | Укупно     | Јапан      | Јапан     | Сједињене Државе | Тајланд |
| Календарска година | Продукција | Продаја    | Продукција | Продаја   | Продаја          | Продаја |
| ------------------ | ---------- | ---------- | ---------- | --------- | ---------------- | ------- |
| 1935               |            |            | 21         |           |                  |         |
| 1936               |            |            | 1.142      |           |                  |         |
| 1937               |            |            | 4.013      |           |                  |         |
| 1938               |            |            | 4.615      |           |                  |         |
| 1939               |            |            | 11.981     |           |                  |         |
| 1940               |            |            | 14.787     |           |                  |         |
| 1941               |            |            | 14.611     |           |                  |         |
| 1942               |            |            | 16.302     |           |                  |         |
| 1943               |            |            | 9.827      |           |                  |         |
| 1944               |            |            | 12.720     |           |                  |         |
| 1945               |            |            | 3.275      |           |                  |         |
| 1946               |            |            | 5.821      |           |                  |         |
| 1947               |            |            | 3.922      |           |                  |         |
| 1948               |            |            | 6.703      |           |                  |         |
| 1949               |            |            | 10.824     |           |                  |         |
| 1950               |            |            | 11.706     |           |                  |         |
| 1951               |            |            | 14.228     |           |                  |         |
| 1952               |            |            | 42.106     |           |                  |         |
| 1953               |            |            | 16.496     |           |                  |         |
| 1954               |            |            | 22.713     |           |                  |         |
| 1955               |            |            | 22.786     |           |                  |         |
| 1956               |            |            | 46.716     |           |                  |         |
| 1957               |            |            | 79.527     |           |                  |         |
| 1958               |            |            | 78.856     |           |                  |         |
| 1959               |            |            | 101.194    |           |                  |         |
| 1960               |            |            | 154.770    |           |                  |         |
| 1961               |            |            | 210.937    |           |                  |         |
| 1962               |            |            | 230.350    |           |                  |         |
| 1963               |            |            | 318.495    |           |                  |         |
| 1964               |            |            | 425.764    |           |                  |         |
| 1965               |            |            | 477.643    |           |                  |         |
| 1966               |            |            | 587.539    |           |                  |         |
| 1967               |            |            | 832.130    |           |                  |         |
| 1968               |            |            | 1.097.405  |           |                  |         |
| 1969               |            |            | 1.471.211  |           |                  |         |
| 1970               |            |            | 1.609.190  |           |                  |         |
| 1971               |            |            | 1.955.033  |           |                  |         |
| 1972               |            |            | 2.087.133  |           |                  |         |
| 1973               |            |            | 2.308.098  |           |                  |         |
| 1974               |            |            | 2.114.980  |           |                  |         |
| 1975               |            |            | 2.336.053  |           |                  |         |
| 1976               |            |            |            | 2.487.851 |                  |         |
| 1977               |            |            |            | 2.720.758 |                  |         |
| 1978               |            |            | 2.929.157  |           |                  |         |
| 1979               |            |            | 2.996.225  |           |                  |         |
| 1980               |            |            | 3.293.344  |           |                  |         |
| 1981               |            |            | 3.220.418  |           |                  |         |
| 1982               |            |            | 3.144.557  |           |                  |         |
| 1983               |            |            | 3.272.335  |           |                  |         |
| 1984               |            |            | 3.429.249  |           |                  |         |
| 1985               |            |            | 3.665.622  |           |                  |         |
| 1986               |            |            | 3.660.167  |           |                  |         |
| 1987               |            |            | 3.638.279  |           |                  |         |
| 1988               |            |            | 3.956.697  | 2.120.273 |                  |         |
| 1989               |            |            | 3.975.902  | 2.308.863 | 945.353          |         |
| 1990               |            |            | 4.212.373  | 2.504,291 | 1.058.005        |         |
| 1991               |            |            | 4,085,071  | 2,355,356 | 1.010.480        |         |
| 1992               |            |            | 3.931.341  | 2.228.941 | 1.023.641        |         |
| 1993               |            |            | 3.561.750  | 2.057.848 | 1.033.211        |         |
| 1994               |            |            | 3.508.456  | 2.031.064 | 1.088.073        |         |
| 1995               |            |            | 3.171.277  | 2.060.125 | 1.083.351        |         |
| 1996               |            |            | 3.410.060  | 2.135.276 | 1.159.718        |         |
| 1997               |            |            | 3.502.046  | 2.005.949 | 1.230.112        |         |
| 1998               | 5.210.000  |            |            |           | 1.361.025        |         |
| 1999               | 5.462.000  |            |            |           | 1.475.441        |         |
| 2000               | 5.954.723  |            |            |           | 1.619.206        |         |
| 2001               | 5.847.743  |            | 4.046.637  | 2.291.503 | 1.741.254        |         |
| 2002               | 6.309.307  |            | 4.138.873  | 2.218.324 | 1.756.127        |         |
| 2003               | 6.826.166  |            | 4.244.667  | 2.305.635 | 1.866.314        |         |
| 2004               | 7.547.177  |            | 4.454.212  | 2.387.556 | 2.060.049        |         |
| 2005               | 8.232.143  | 7.408.000  | 4.611.076  | 2.368.817 | 2.260.296        |         |
| 2006               | 9.017.786  | 7.711.000  | 5.085.600  | 2.368.706 | 2.542.524        |         |
| 2007               | 9.497.754  | 8.524.000  | 5.119.631  | 2.261.515 | 2.620.825        |         |
| 2008               | 9.225.236  | 8.913.000  | 4.911.861  | 2.153.197 | 2.217.662        |         |
| 2009               | 8.150.542  | 7.570.000  | 3.543.199  | 1.996.174 | 1.770.147        |         |
| 2010               | 8.557.351  | 8.418.000  | 4.047.343  | 2.203.849 | 1.763.595        |         |
| 2011               | 7.858.091  | 7.308.000  | 3.483.464  | 1.783.521 | 1.644.661        |         |
| 2012               | 9.909.440  | 9.748.000  | 4.420.158  | 2.411.890 | 2.082.504        |         |
| 2013               | 10.117.274 | 9.980.000  | 4.290.652  | 2.295.222 | 2.236.042        |         |
| 2014               | 10.285.546 | 10.231.000 | 4.211.492  | 2.319.997 | 2.373.771        |         |
| 2015               | 10.083.783 | 10.151.000 | 4.035.434  | 2.169.469 | 2.499.313        | 265.171 |
| 2016               | 10.213.486 | 10.175.000 | 4.035.186  | 2.231.202 | 2.449.630        | 244.380 |
| 2017               | 10.466.451 | 10.386.000 | 4.265.004  | 2.331.839 | 2.434.515        | 239.533 |
| Календарска година | Продукција | Продаја    | Продукција | Продаја   | Продаја          | Продаја |
| Календарска година | Укупно     | Укупно     | Јапан      | Јапан     | Сједињене Државе | Тајланд |

Напомена: Јапански производни подаци за период 1937 до 1987. Глобални производни подаци од 1998, глобална и јапанска продукција, јапанска продаја од 2001 је консолидована и обухвата Даихацу и Хино. Подаци за године 2014-2016 су за укупну продукцију и продају и јапанску продукцију и продају --- амерички продајни подаци нису укључени у ове податке.